# Dagda
Pour les articles homonymes, voir Eochaid et Dagda (homonymie).
Le Dagda (Dieu Bon — Dag Da) est, dans la mythologie celtique irlandaise, le Dieu le plus important des Tuatha Dé Danann juste après Lug. Il apparaît notamment dans le récit Cath Maighe Tuireadh (« Bataille de Mag Tured »).

## LesTuatha Dé Danann
Dans l'histoire mythique, telle qu'elle nous est rapportée par le Lebor Gabála Érenn (Livres des conquêtes de l'Irlande), les Dieux ont débarqué et pris possession de l'île, après avoir battu les Fir Bolg lors de la Cath Maighe Tuireadh (Seconde bataille de Mag Tured). Selon les sources littéraires médiévales, la société divine est structurée de la même manière que la société humaine, et l'organisation des Tuatha Dé Danann (les Gens de la tribu de Dana) est hiérarchisée en trois classes fonctionnelles :
- la fonction sacerdotale dont le rôle recouvre le sacré est assurée par le Dagda ;
- la fonction guerrière qui se charge notamment de la souveraineté, représentée par Ogme le Dieu-guerrier et Nuada le Dieu-roi ;
- la fonction artisanale qui doit produire pour l'ensemble de la communauté, figurée par Goibniu, Credne et Luchta.

Ce schéma reprend l'idéologie tripartite des Indo-Européens telle qu'elle a été étudiée par Georges Dumézil.

## Étymologie et surnoms
Le premier nom du Dieu est Aed « Feu ». Dagda est un surnom, une épithète qui lui est attribuée à Mag Tured à cause de ses bienfaits. Il se compose de *dago-devo-s qui a le sens de « Dieu bon » ou « très divin ». Il est aussi connu dans les sources primaires (littérature mythologique irlandaise) sous les noms d’Eochaid (« cheval »), Ollathair (« le père puissant ») et Ruadh Rofessa (« Rouge de la science idéale »).
Dagda est également dit Oll-athair « père de tous », « géniteur universel » une qualification traditionnelle du Feu divin.
Ce nom de Dagda "Ollathair" est proche de celui d'Odin Alföðr (en anglais Allfather) soit le « père de tous » qu'on retrouve dans le Gylfaginning, le Skáldskaparmál, le Grímnismál (48), Óðins nöfn (2) Ce passage montre un lien probable entre le père des druides gaéliques et le père des goðar[réf. nécessaire].

## Généalogie et parenté
Dagda est le fils d'Elada (Elatha) « art, don acquis », un Fomoire tué par Lug et Nuada au cours de la seconde bataille de Mag Tured. Dagda est donc au moins un demi-Fomoire (si sa mère inconnue est une Déesse) voire un Fomoire (si sa mère inconnue est une Fomoire) de naissance, passé aux Tuatha Dé Danann.
Ses frères sont Ogme, Elcmar, Nechtan et Midir. De sa relation avec Boann, il a un fils Oengus, il est aussi le père de Brigit et du roi Bobd. Il est le père d'Áed cóim « Feu aimable ».

## Le Dieu-druide
Le Dagda est le Dieu-druide par excellence (et par conséquent le Dieu des druides), il est responsable du sacré, de la science, des contrats. Il règne sur le temps, l'éternité et sur les éléments, ainsi que sur le Sidh (l'Autre Monde celtique) mais lui-même habite le Brug na Boinne, ou « hôtel de la Boyne » que Oengus, son fils, va lui ravir. Sous prétexte d'en avoir la jouissance pendant une nuit et un jour, le Dagda prête sa résidence, mais la durée symbolise l'éternité et Oengus la garde définitivement. Cette résidence, qui n'est autre qu'un Sidh, est assimilée au site mégalithique de Newgrange, au nord de Dublin.
Il forme un binôme avec son frère Ogme (l'Ogmios des Gaulois), le Dieu de la Magie guerrière, dont il est le complément. De par sa fonction, c’est un druide parfait, il est omniscient et omnipotent, c’est aussi un guerrier puissant. Il a un côté paternel et nourricier. On le décrit parfois comme un géant hideux et un ogre paillard. Ses accouplements avec les Déesses sont nombreux.
On lui connaît plusieurs talismans, dont le chaudron d'abondance (symbole de prospérité), la massue qui tue et ressuscite (symbole de sa puissance) et la roue (symbole cosmique).
En Gaule sa fonction semble répartie entre trois Dieux distincts : Ésus, Sucellos et Taranis.

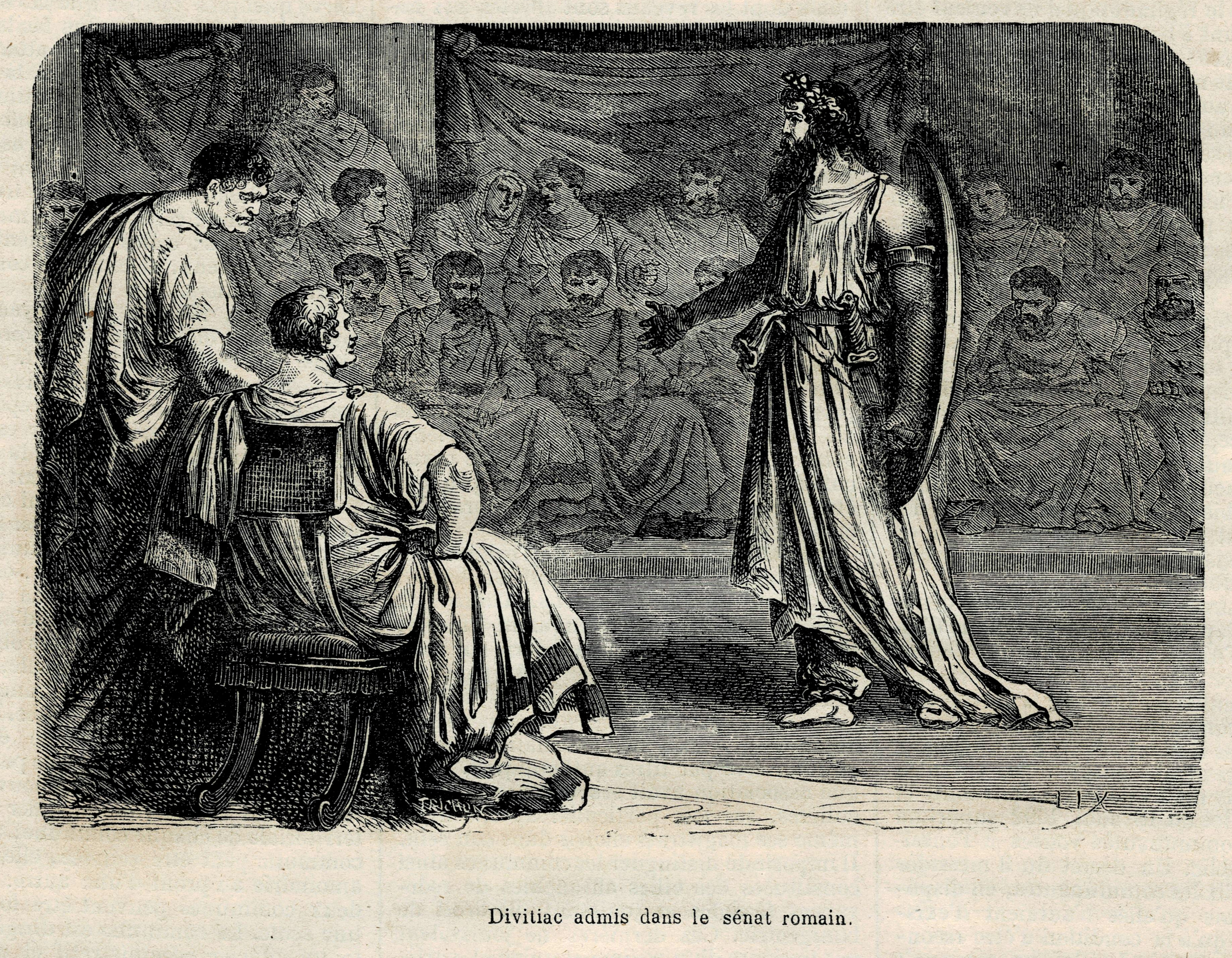
Diviciacos, seul druide historiquement connu; d'origine gauloise éduenne, en train de plaider devant le Sénat romain.

## Description
Le Dagda est parfois représenté d'une manière qui semble rustre, voire comique, avec une tunique très courte couvrant à peine ses fesses avec le pénis dépassant. Parfois ce penis est hypertrophié et il traine par terre. Même si cette façon comique de voir est soupçonnée d'être des rajouts chrétiens, on a effectivement trouvé des représentations anthropomorphes à tuniques courtes et un pénis qui dépasse légèrement. Dans ce cas il est représenté avec le bras droit en position de frappe dont la main semble tenir quelque chose. Parfois il tient effectivement une hampe de massue ou de hache. Ils sont souvent indexés comme statuettes de guerriers pour cette raison (bras en attaque). Le phallus est en fait un attribut typique d'un Feu divin dont il est une figuration comme pour Vulcain ou pour les compagnons de Dionysos.
Le Coir Anmann (c.à.d. la justesse des noms) décrit le Dagda de façon moins comique : « Il était un Dieu payen beau, et les Tuatha Dé Danann l'honorèrent car il était un Dieu chtonien pour eux à cause de la grandeur de son pouvoir (magique). »
Il est parfois représenté avec un ou plusieurs de ses talismans.

### Attributs
Le Dagda possède plusieurs talismans (ou attributs) qui ont chacun une fonction spécifique.
La harpe magiqueLe Dagda est aussi le Dieu tutélaire des musiciens et à ce titre il possède une harpe magique, qui est un autre de ses talismans. Cette harpe est appelée Daur da Bláo (c.à.d. le chêne à deux floraisons, en référence aux différentes sortes de bois utilisé pour construire la harpe), et parfois "Coir cethar chuir", "(c.à.d la musique aux quatre angles, en référence à la forme quadrangulaire de la caisse de résonance). Le Dagda fait parfois appel à un harpiste, du nom d'Uaithne, qui signifie "harmonie". Cet instrument a la particularité de savoir toutes les mélodies de la musique et de pouvoir les jouer tout seul, sur instruction du Dieu. Dans le récit intitulé Seconde Bataille de Mag Tured (Cath Maighe Tuireadh), la harpe est volée par les Fomoires, le Dagda se met à sa recherche, accompagné de Lug et Ogma. Ils la retrouvent accrochée au mur d'une résidence des ennemis, à l'appel du Dieu, la harpe s'envole et tue neuf Fomoires. Alors elle joue l'air des lamentations et les femmes se mettent à pleurer, puis elle joue l'air du sourire et les garçons se mettent à rire ; enfin elle joue l'air du sommeil et l'armée ennemie s'endort.
Le chaudronLe chaudron est un élément important dans la mythologie celtique. Celui du Dagda provient de l’île de Murias du druide Semias, avant que les Tuatha Dé Danann ne s'installent en Irlande. Le nom de ce chaudron est traduit par l'anglais Undry. Il symbolise la souveraineté, l’abondance et la résurrection (voir chaudron de Gundestrup). Dans la légende arthurienne on l'a rapproché du plat d'abondance que désigne le nom commun « graal »,. La typologie des chaudrons mythologiques ne permet pas de les confondre. Pour ce qui concerne Aed Dagda, le chaudron est l'attribut naturel d'un Feu cuisinier associé au sacrifice. Cette fonction culinaire du feu est l'une des plus anciennes.
La roueLa roue symbolise l'année et sa puissance cosmique. La roue de Mog Ruith, un sage qui a des traits communs avec le Dagda, est à huit rayons, elle rend sourd celui qui l'entend, aveugle celui qui la voit et tue celui sur qui elle tombe.
La massueLe Dagda a le droit de vie et de mort : la massue tue par un bout et ressuscite de l'autre selon une conception ancienne pour qui le feu donne à la fois la mort comme feu destructeur et la guérison comme « feu médecin ». Elle peut écraser d'un coup neuf hommes. Elle est si lourde qu'il faut huit hommes pour la porter et elle laisse un sillon dans le sol qui peut servir de frontière entre les deux mondes. Elle est montée sur roues.

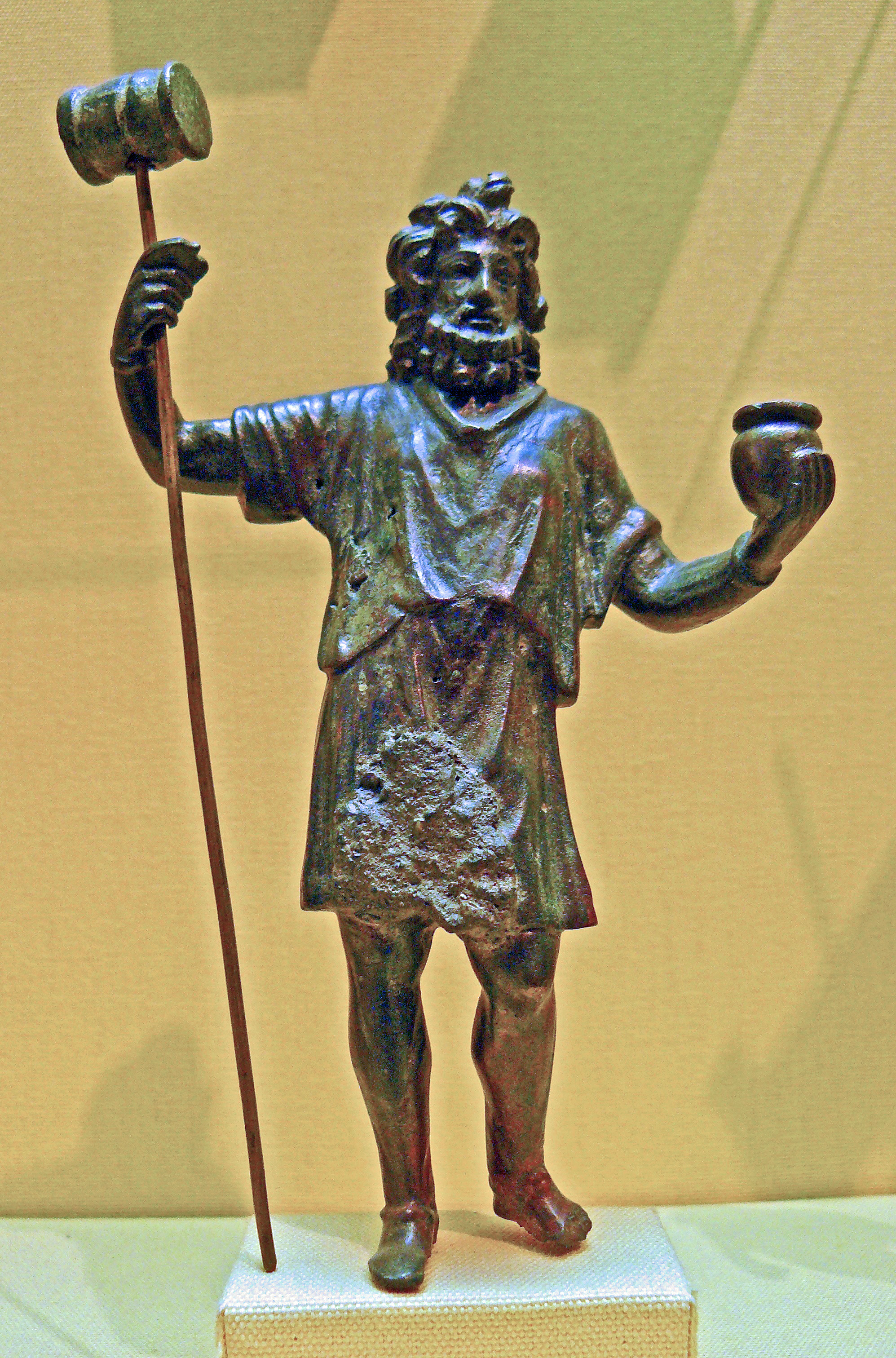
Statuette de Sucellus, Dieu gaulois - ap. J.-C, trouvée dans la région du Rhône.